# Corpuscolarismo
Il corpuscolarismo (dal termine latino corpusculum, che significa "piccolo corpo") è un insieme di teorie che spiegano le trasformazioni naturali come risultato dell'interazione di particelle piccolissime, denominate minima naturalia, partes exiles, partes parvae, particulae o semina. Il corpuscolarismo si differenzia dall'atomismo in quanto i corpuscoli sono solitamente dotati di una proprietà propria e sono ulteriormente divisibili, mentre gli atomi non possiedono tali caratteristiche. Sebbene siano spesso associate all'emergere della prima filosofia meccanica moderna, e in particolare ai nomi di Thomas Hobbes, Cartesio, Pierre Gassendi, Robert Boyle, Isaac Newton, John Locke, e George Berkeley,  le teorie corpuscolaristiche si possono rintracciare in tutta la storia della filosofia occidentale.

## Panoramica
Il corpuscolarismo è simile alla teoria dell'atomismo, tranne che per il fatto che laddove si supponeva che gli atomi fossero indivisibili, i corpuscoli in linea di principio potevano essere divisi in ulteriori particelle. In questo modo, ad esempio, si teorizzò che il mercurio potesse penetrare nei metalli e modificarne la struttura interna, rappresentando ipoteticamente un passo in avanti verso la produzione dell'oro per trasmutazione.
Il corpuscolarismo è stato associato dai suoi principali sostenitori all'idea che alcune delle proprietà apparenti degli oggetti sono artefatti percepiti dalla mente, ovvero qualità "secondarie" distinte dalle qualità "primarie". Si pensava che i corpuscoli fossero inosservabili e che avessero un numero molto limitato di proprietà di base, come dimensione, forma e movimento.
Le teorie corpuscolaristiche vennero usate da Thomas Hobbes per giustificare le sue teorie politiche nel Leviatano, da Isaac Newton nel suo sviluppo della teoria corpuscolare della luce e da Robert Boyle per sviluppare la sua filosofia meccanica corpuscolare, che gettò le basi per la cosiddetta "rivoluzione chimica".
Nella sua opera Il chimico scettico (1661), Boyle abbandonò le idee aristoteliche dei quattro elementi - terra, acqua, aria e fuoco - a favore del corpuscolarismo. Nella sua opera successiva, The Origin of Forms and Qualities (1666), Boyle usò il corpuscolarismo per spiegare tutti i principali concetti aristotelici, segnando un allontanamento dall'aristotelismo tradizionale.

## Corpuscolarismo alchemico
Nel XVII secolo le teorie corpuscolaristiche vennero impiegate anche nel campo dell'alchimia. William R. Newman fa risalire le origini del corpuscolarismo alchemico al trattato Meteorologica di Aristotele. Le esalazioni "secche" e "umide" di Aristotele divennero lo "zolfo" e il "mercurio" alchemici dell'alchimista islamico dell'VIII secolo, Jābir ibn Hayyān. La Summafectionis dello Pseudo-Geber contiene una teoria alchemica in cui i corpuscoli unificati di zolfo e mercurio, diversi per purezza, dimensione e proporzioni relative, costituiscono la base di un processo molto più complicato.

## Importanza per lo sviluppo della moderna teoria scientifica
Molti dei principi proposti dal corpuscolarismo divennero principi della chimica moderna:
- L'idea che i composti possano avere proprietà secondarie che differiscono dalle proprietà degli elementi che vengono combinati per formarli divenne la base della chimica molecolare.
- L'idea che gli stessi elementi possano essere prevedibilmente combinati in rapporti diversi utilizzando metodi diversi per creare composti con proprietà radicalmente diverse divenne la base della stechiometria, della cristallografia e di studi consolidati di sintesi chimica.
- La capacità dei processi chimici di alterare la composizione di un oggetto senza alterarne significativamente la forma è alla base della teoria dei fossili attraverso la mineralizzazione e della comprensione di numerosi processi metallurgici, biologici e geologici.